# Spichlerz plebański w Wiśniczach
Spichlerz w Wiśniczach – zabytkowy spichlerz konstrukcji murowanej znajdujący się we wsi Wiśnicze w powiecie gliwickim, w gminie Wielowieś.
Spichlerz wpisany został do rejestru zabytków w roku 1960 pod numerem 374/60 (przepisany w 2023 roku pod numer 1242/23).

## Historia
Pierwsza wzmianka o istnieniu w Wiśniczach parafii i urzędującym tam plebanie pochodzi z 1364 roku. W 1585 roku kościół został odbudowany po pożarze, a w 1834 roku rozbudowany. Nie jest znany dokładny czas powstania zabudowań plebańskich, wiadomo jedynie (stan wiedzy na 2013 rok) że w 1679 roku były one drewniane (w protokole wizytacyjnym odnotowano wówczas, że drewniana plebania była w stanie grożącym zawaleniem). Murowany spichlerz powstał prawdopodobnie w 1. połowie XIX wieku. 

## Opis
Spichlerz wybudowany z łamanego kamienia wapiennego oraz cegły, tynkowany. Wybudowany na planie prostokąta, dwukondygnacyjny. Wnętrze na każdej kondygnacji jednoprzestrzenne. Stropy drewniane. Dach pierwotnie dwuspadowy, obecnie całkowicie zniszczony.